# Дитятев Шор
Дитятев Шор — река в России, течёт по территории Заполярного района Ненецкого автономного округа. Впадает в южную оконечность озера Колотило на высоте 2 м над уровнем моря. Длина реки составляет 14 км.

## Данные водного реестра
По данным государственного водного реестра России относится к Двинско-Печорскому бассейновому округу, водохозяйственный участок реки — Печора от водомерного поста Усть-Цильма и до устья, речной подбассейн реки — бассейны притоков Печоры ниже впадения Усы. Речной бассейн реки — Печора.
Код объекта в государственном водном реестре — 03050300212103000083711.